# Orasemorpha myrmicae
Orasemorpha myrmicae (лат.) — вид паразитических наездников рода Orasemorpha из семейства Eucharitidae. Паразитоиды личинок и куколок муравьёв.

## Распространение
Австралия.

## Описание
Мелкие хальцидоидные наездники (1,75 мм). Усики 10-члениковые. Мезосома, петиоль и тазики чёрные с красноватым металлическим отблеском; брюшко и бёдра темно-коричневые. Ноги желтовато-коричневые, усики темно-коричневые. Брюшко гладкое. Членики жгутика усиков цилиндрические. Лицо сильно скульптировано. Основание петиоля сужено и лишено переднего дорсального киля. Петиоль самки поперечный, не более ширины и длины (отчего брюшко выглядит почти сидячим). Транскутальное сочленение (между мезоскутумом и аксиллой) полное с отчётливым поперечным швом. Паразитоиды личинок и куколок муравьёв Pheidole (Myrmicinae).